# Ganggrab von Gadegård

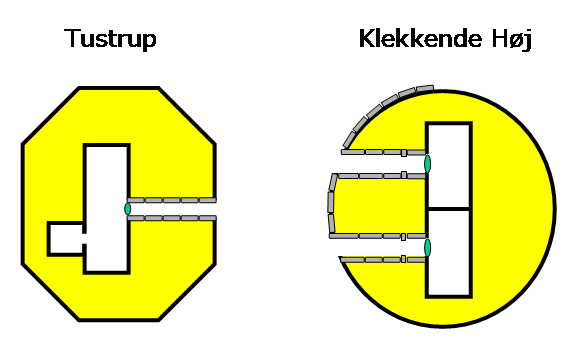
Der Grundriss von Gadegård und des Lundehøj ist ähnlich wie bei Tustrup, nur dass die Nebenkammer mittig, gegenüber dem Gang liegt

Das Ganggrab von Gadegård, in der „Helligsø sogn“ in Thy in Dänemark wurde 1987 bei der Ausgrabung eines Rundhügels entdeckt. Die Megalithanlage der Trichterbecherkultur (TBK) stammt aus dem Neolithikum (3500–2800 v. Chr.). 
Das Nord-Süd orientierte Ganggrab hat eine der seltenen Nebenkammern (dänisch bikammer). Nur 30 derartige Anlagen (bei 500 erhaltenen Ganggräbern) findet man rund um den Limfjord, in Djursland, drei auf Seeland und zwei auf Lolland (Bag-Hyldehøj und Torhøj). Das Ganggrab ist eine Bauform jungsteinzeitlicher Megalithanlagen, die aus einer Kammer und einem baulich abgesetzten, lateralen Gang besteht. Diese Form ist primär in Dänemark, Deutschland und Skandinavien, sowie vereinzelt in Frankreich und den Niederlanden zu finden. 
Der seit 1915 bekannte Hügel hat eine stark gestörte Kammer. Sie ist etwa 7,0 m lang und 2,5 m breit. Der Boden ist mit flachen Kreidestücken belegt. In der Mitte der südlichen Längsseite mündet der etwa 2,0 m lange Rest des Ganges, dem die etwa 2,5 m lange und 2,0 m breite Nebenkammer gegenüberliegt. Diese Anordnung entspricht der im nahen Lundehøj. Vom Gang sind nur vier Steine, zwei auf jeder Seite erhalten.
Die Funde bestehen aus sieben dicknackigen Feuersteinbeilen, drei Streitäxten, zwei Felsäxten, über 40 teils doppelaxtförmigen Bernsteinperlen (Typ A-B) und über 30 Abschlägen, sowie zerscherbter Keramik.
Im Hügel sind sekundär Gräber aus der Bronze- und Eisenzeit deponiert worden.